# Salluca tarupa
Salluca tarupa är en fjärilsart som beskrevs av William Schaus 1901. Salluca tarupa ingår i släktet Salluca och familjen tandspinnare. Inga underarter finns listade.